# Алиса (графиня Бургундии)
Алиса(Аликс) Меранская (фр. Alix de Méranie, Adélaïde de Bourgogne, Alice; ум. 8 марта 1279, Эвиан) — пфальцграфиня Бургундии с 1248 года, графиня Савойи с 1268 (по правам мужа).
Дочь герцога Андекс-Меранского Оттона I и пфальцграфини бургундской Беатрисы II. Как пятый ребёнок своих родителей, поженившихся в 1208 г., родилась не ранее 1215 г. (чаще всего указывается 1218 г.).
Унаследовала графство Бургундия после смерти брата, герцога Андекс-Меранского, пфальцграфа Бургундского Оттона III, согласно его завещанию.

## Семья и дети
Первым мужем Аделаиды (с 1231/36 года) был граф Гуго де Сален (1220—1266). Известно 12 их детей, в том числе:
- Оттон IV (ум. 1302), граф Бургундии
- Режинальд (Рено) Бургундский (ум. 1322), граф Монбельяра
- Этьен (ум. 1299), канонник в Безансоне;
- Жан (ум. 1301/03), сеньор Монтегю, Монрона, Фонтенуа, Шуа, Шастеле, Бюффара, Шиле, Лиля и Фоверне;
- Гия (ум. 1316), замужем (1274) за графом Пьемонта Томасом III Савойским
- Гуго (ум. после 1312), сеньор Мобиссона, Апремона, Фразана, Оршана, Лавана, Жандре;
- Ипполита, дама де Сен-Вальер, жена Эме IV, графа Валанса (1277—1330)
- Елизавета (ум. 1275), с 1250 жена Гартмана Молодого, графа Кибурга (ум. 1263)
- Анна, с 1273 жена Эберхарда фон Габсбург-Лауфенбург.
- Аликс и Маргарита, монахини.

11 июня 1267 года Аделаида вышла замуж за Филиппа Савойского, бывшего архиепископа Лиона, ставшего в следующем году графом Савойи (ум. 1285). Этот брак в силу возраста супругов был бездетным.
Умерла в Эвиане 8 марта 1279 года и была похоронена в аббатстве Шерльё ок. Бриансона.